# Potenziale di cella
In elettrochimica, con il termine potenziale di cella si intende la differenza di potenziale elettrico che si stabilisce fra il catodo e l'anodo di una cella elettrochimica.
In particolare, nel caso di una cella elettrochimica a tre elettrodi, il potenziale di cella (che in questo caso corrisponde al potenziale di elettrodo) è misurato ai capi dell'elettrodo di lavoro e dell'elettrodo di riferimento (mentre l'elettrodo ausiliario ha il solo scopo di chiudere il circuito).

## Contributi del potenziale di cella
Il potenziale di cella {\displaystyle E_{cella}(i)} quando la cella è percorsa da corrente è dato dalla somma dei seguenti contributi:
{\displaystyle E_{cella}(i)=E_{cella}^{\circ }+\eta +\eta _{\Omega }}
dove:
- {\displaystyle E_{cella}^{\circ }} è il potenziale di cella all'equilibrio (pari alla forza elettromotrice associata allo svolgimento della reazione redox[1]);
- {\displaystyle \eta } è la sovratensione;
- {\displaystyle \eta _{\Omega }} è la caduta ohmica.

Il potenziale di cella all'equilibrio {\displaystyle E_{cella}^{\circ }} può essere calcolato dall'equazione di Nernst a partire dai potenziali standard di riduzione.
A parte il potenziale di cella all'equilibrio, gli altri contributi corrispondono a dissipazioni. Tali dissipazioni sono positive (>0) nel caso delle celle elettrolitiche e negative (<0) nel caso delle celle galvaniche, per cui all'aumentare di tali dissipazioni il potenziale di cella aumenta nel caso di celle elettrolitiche (per cui l'energia elettrica da fornire risulta maggiore rispetto al caso ideale) e diminuisce nel caso di celle galvaniche (per cui l'energia elettrica fornita dalla cella risulta minore rispetto al caso ideale).